# 짐바브웨의 경제
짐바브웨의 경제는 주로 제3차 산업으로 이루어져 있으며, 2017년 현재 총 GDP의 최대 60%를 차지하고 있다. 짐바브웨는 60.6%의 점수를 얻은 비공식 경제에서 두 번째로 큰 비중을 차지하고 있다. 농업과 광업은 수출에 크게 기여한다. 짐바브웨 경제는 2009년부터 2013년까지 평균 12% 성장해 세계에서 가장 빠르게 성장하는 경제 중 하나로 1998년부터 2008년까지 마이너스 성장을 회복한 뒤 2016년에는 0.7% 성장으로 성장세가 둔화됐다.
그 나라는 야금 등급의 크롬산염이 매장되어 있다. 다른 상업 광물 퇴적물로는 석탄, 석면, 구리, 니켈, 금, 백금, 철광석이 있다.

## 현재 경제 상황
2000년 짐바브웨는 식민지화를 통해 얻은 백인 소유의 상업용 농장을 모아 흑인 다수에게 반환하는 토지 재분배법을 계획했다. 주로 시민과 집권 ZANU-PF 행정부의 몇몇 저명한 인사들로 구성된 신규 입주자들은 경험이 없거나 농업에 관심이 없었기 때문에 이전 토지 소유주들의 노동집약적이고 매우 효율적인 관리를 유지하지 못했다. 단기적 이익은 토지나 장비를 매각함으로써 달성되었다. 현대의 농업 전문지식의 부족은 심각한 수출 손실을 유발했고 시장 신뢰도에 부정적인 영향을 미쳤다. 식량 생산이 크게 줄고 유휴지가 현재 생계형 농업을 하는 농촌에 의해 활용되고 있다. 담배와 커피를 포함한 일반적인 수출작물과 달리 옥수수와 같은 주요 식료품 생산은 이에 따라 회복되었다. 짐바브웨는 또한 세계 역사상 30번째 초인플레이션 발생을 겪었다.
정부 지출은 GDP의 29.7%이며, 국영기업은 강력한 보조금을 받고 있다. 세금과 관세가 비싸고, 국가 규제는 기업에 비용이 많이 든다. 사업을 시작하거나 끝내는 것은 느리고 비용이 많이 든다. 노동시장의 규제로 인해 고용과 해고는 긴 과정이다. 2008년에는 실업률이 94%까지 증가했다.
2016년 9월 재경부 장관은 "생산수준과 동반무역 격차, 외국인 직접투자 경미, 막대한 체납으로 인한 국제금융 접근성 부족"을 경기부진의 주요 원인으로 파악했다.
짐바브웨는 세계은행이 발표한 사업보고서 190건 중 140건을 차지했다. 신용도 확보 능력(85위)과 소수 투자자 보호 능력(95위)이 상위권에 올랐다.

## 사회기반시설 및 자원

### 교통편
짐바브웨는 적절한 내부 교통과 전력망을 갖추고 있지만, 수 년 동안 유지관리가 소홀해져 왔다. 제대로 포장되지 않은 도로들은 주요 도시와 산업 중심지들을 연결하며, 짐바브웨 국립 철도에 의해 관리되는 철도 노선은 모든 이웃들과 함께 광범위한 중앙아프리카 철도망에 연결된다.

### 에너지
짐바브웨 전기 공급국은 짐바브웨에 전기 에너지를 공급하는 일을 맡고 있다. 짐바브웨는 두 개의 더 큰 전력 발전 시설을 가지고 있다. 카리바 댐(잠비아와 함께 소유)과 1983년 이래로 황 탄전에 인접한 큰 황 화력발전소가 있다. 그러나 총 발전 용량은 수요를 충족하지 못해 정전이 계속된다. 황역사는 노후와 관리 소홀로 인해 정원을 다 쓸 수 없게 되었다. 2006년 인프라 붕괴와 발전기 및 석탄 채굴용 예비 부품 부족으로 짐바브웨는 콩고 민주 공화국 100메가와트, 모잠비크 200메가와트, 남아프리카 공화국 450메가와트, 잠비아 300메가와트 등 전력의 40%를 수입했다. 2010년 5월 국내 발전전력은 최대 수요량인 2500MW에 비해 940MW로 추정되었다. 국부 소형 발전기의 사용은 널리 퍼져 있다.

### 농업
짐바브웨의 농업은 목화, 담배, 커피, 땅콩, 각종 과일 등 농작물의 상업적 농업과 옥수수나 밀과 같은 주요 작물을 이용한 생계형 농업으로 나눌 수 있다.
2000년 논란이 된 토지 재분배 프로그램이 시작되기 전까지 상업 농사는 거의 백인들의 손에 달렸다. 로버트 무가베는 식민주의로 인해 남겨진 불평등을 바로잡기 위한 것이라는 이유로 토지를 백인 농민들로부터 강제로 빼앗기고 흑인 정착민들에게 재배포했다. 새 소유주들은 토지 소유권이 없었고, 따라서 은행 대출에 필요한 담보가 없었다. 소규모 농민들도 상업적인 규모의 농업에 대한 경험이 없었다.
토지 재분배 이후 짐바브웨 국토의 상당부분이 저조해졌고 농업 생산은 급격히 감소하였다. 짐바브웨 대학은 2008년에 2000년과 2007년 사이에 농업 생산량이 51% 감소했다고 추정했다. 짐바브웨의 주요 수출작물인 담배 생산량은 2000년부터 2008년까지 79% 감소했다.

## 빈곤과 실업
빈곤과 실업은 모두 위축된 경제와 초인플레이션으로 인해 짐바브웨의 풍토병이다. 2007년 빈곤율은 80%에 육박하는 반면 2009년 실업률은 95%로 세계 최대를 기록했다.
2006년 1월 기준으로, 공식 빈곤선은 월 17,200원(202달러)이었다. 그러나 2008년 7월 현재 이 금액은 월 13 ZWD(미화 41.00원)까지 상승했다. 대부분의 일반 노동자들은 매달 2000억 달러(미화 60c) 이하의 급여를 받는다. 9월 간호사의 급여는 1만2542달러로 청량음료 가격보다 저렴했다.
1995년 짐바브웨 인구의 최저 10%가 경제의 1.97%를 차지하는 반면, 최고 10%가 40.42%를 차지한다. 그 나라의 경상수지는 마이너스이며 약 5억 1700만 달러이다. 2000년 이후 부정적인 경제 환경도 짐바브웨 기업인들에게 영향을 미쳐 2000년~2014년 상당수가 파산했다.

## 같이 보기
- 아프리카의 경제
- 짐바브웨의 역사
- 짐바브웨 달러
- 유엔 아프리카 경제 위원회